# MNG
MNG (ang. multiple-image network graphics) – format plików graficznych pochodzący od PNG. Format ten pozwala na zapisanie animacji, przez umieszczenie wielu obrazków w jednym pliku. W przeciwieństwie do formatu GIF umożliwia zapisywanie animacji powyżej 256 kolorów.